# Storia del buddismo

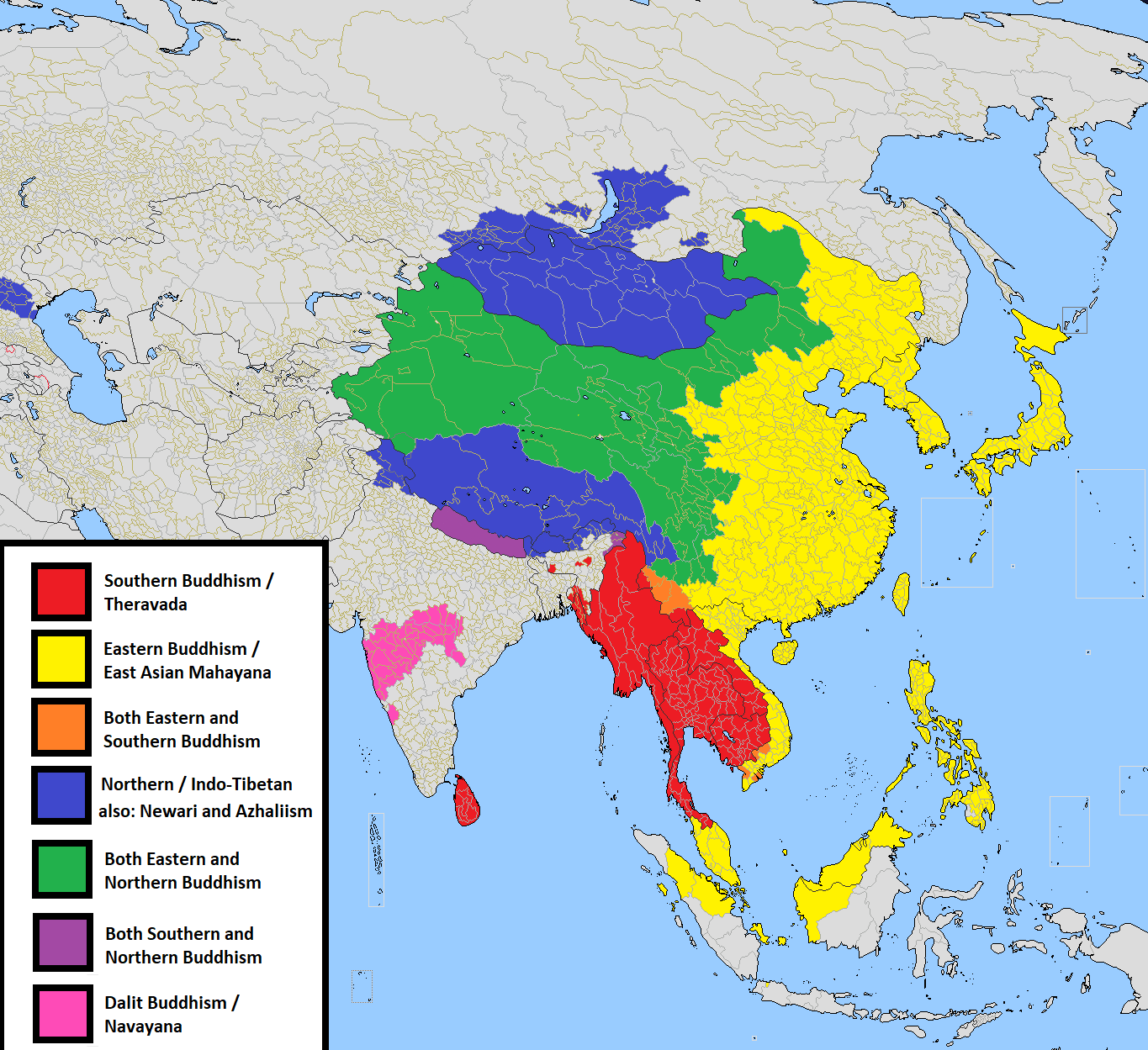
Diffusione del buddismo oggi in Asia

La storia del buddismo inizia nel VI secolo a.C., con la nascita e la predicazione del Buddha Siddhartha Gautama; questo la rende una delle religioni più antiche ancora esistenti.
Nel lungo periodo della sua esistenza, la religione si è evoluta adattandosi ai vari paesi, epoche e culture che ha attraversato, aggiungendo alla sua originale impronta indiana elementi culturali ellenistici, dell'Asia centrale, dell'Estremo Oriente e del Sud-est asiatico; la sua diffusione geografica fu considerevole al punto di aver influenzato in diverse epoche storiche gran parte del continente asiatico.
La storia del buddismo, come quella delle maggiori religioni, è anche caratterizzata da numerose correnti di pensiero e scismi, con la formazione di varie scuole; tra queste, le più importanti attualmente esistenti sono la scuola Theravāda, le scuole del Mahāyāna e le scuole Vajrayāna.

## Vita e predicazione di Siddhartha Gautama
Secondo la tradizione buddista, il Buddha storico, Siddhārtha Gautama (sanscrito) o Siddhattha Gotama (pāli), del clan dei Śākya, nacque nella cittadina di Kapilavastu (sanscrito) o Kapilavatthu (pāli), odierna Tilaurakot, nel Nepal, all'inizio dell'epoca di Magadha (546-324 a.C.); è perciò anche chiamato Śākyamuni ("saggio dei Śākya").
Dopo una giovinezza spesa nel lusso sotto la tutela del padre Śuddhodana, re di Kapilavastu (in seguito inglobato dallo stato di Magadha), Siddhārtha entrò in contatto con la realtà del mondo e concluse che la vita reale fosse fatta di ineluttabile sofferenza; rinunciò così alla sua vita di agi per diventare un asceta dedito all'automortificazione. Compresa però l'inutilità di questa pratica, cercò di trovare una propria strada, un cammino di moderazione distante dagli estremi di auto-indulgenza e auto-macerazione.
Sotto un fico sacro, oggi conosciuto come Albero della Bodhi, fece voto di meditare immobile finché non avesse trovato la Verità; dopo tre giorni e tre notti ottenne l'Illuminazione, ma restò nel luogo per altre sette settimane ponderando le sue scoperte. Dopo di ciò, cominciò a viaggiare nella pianura del Gange insegnando la sua dottrina (Dharma) e raccogliendo discepoli da tutte le caste e popolazioni, e fu chiamato o si fece chiamare Buddha, cioè Risvegliato. Poiché tutte le correnti buddiste riconoscono l'esistenza di altri Buddha oltre a quello storico, è più corretto indicarlo come Gautama Buddha o, come viene spesso indicato in diversi sutra, Buddha Śākyamuni.

## Buddismo delle origini
È molto difficile proporre una ricostruzione storicamente accertata dello sviluppo del buddismo. La storiografia contemporanea, sia delle scuole statunitensi, di quelle francesi ed anche italiane ha comunque fortemente ridimensionato la credenza, viva fino ad alcuni decenni fa, di uno sviluppo progressivo del buddismo che partendo da una singola scuola antica, spesso identificata come la scuola Theravāda (tutt'oggi esistente), procedesse con lo sviluppo delle scuole Mahāyāna, arrivando infine alla scuola Mahāyāna-Vajrayāna. Scoperte archeologiche, anche recenti, nonché un più attento lavoro sui testi antichi e la recente traduzione di antichissimi testi soprattutto dal Canone tibetano e dal Canone cinese, hanno rivoluzionato e stanno ulteriormente rivoluzionando questa lettura novecentesca.
Di certo, la riluttanza di Gautama a nominare un suo successore o a formalizzare la propria dottrina, dato che si evince nei discorsi riportati negli antichi Āgama-Nikāya (Sutta Piṭaka nel Canone Pāli, Ahanjing nel Canone cinese) portò all'emergere di diverse fazioni tra i suoi seguaci nei successivi 400 anni. Le prime comunità buddiste sembrerebbro comunque raccogliersi intorno alla tradizione degli Āgama-Nikāya ovvero i discorsi attribuiti allo stesso Gautama (buddismo dei Nikāya). Tutte le scuole buddiste oggi esistenti derivano dallo sviluppo di queste antiche comunità presto diversificatesi tra loro (vedi buddismo dei Nikāya e Concili buddisti). È da tenere presente che a differenza della storia di altre tradizioni, i monaci buddisti pur aderendo a diverse dottrine potevano condividere gli stessi monasteri se accettavano lo stesso codice monastico (vinaya), fatto che è ripetutamente riportato in diverse cronache di pellegrini cinesi (Fǎxiǎn, Xuánzàng, Yìjìng) che hanno visitato l'India e lo Sri Lanka nei primi secoli della nostra era. Di certo tra le scuole più antiche ed esistenti oggi va annoverato il buddismo Theravāda che non può essere tuttavia considerato un esclusivo sviluppo del buddismo antico in quanto avrebbe esso stesso subito influenze dalle scuole Mahāyāna e importanti riforme nel corso dei secoli.
I più antichi testi canonici buddisti (il Tipitaka della scuola Theravāda e i Tripitaka delle scuole del buddismo dei Nikāya vedi anche le voci Āgama-Nikāya, Abhidharma e Vinaya) furono messi per iscritto intorno al I secolo a.C. ed in quello stesso periodo incominciarono ad apparire anche ulteriori scritti di approfondimento, o di precisazione o di completamento degli Āgama-Nikāya anch'essi attribuiti allo stesso Gautama, i Prajnaparamitasutra, la cui canonicità fu subito fonte di discussione tra le diverse scuole buddiste. Successivamente, le scuole che si raccolsero nel buddismo Mahāyāna, ne accettarono la canonicità, mentre la scuola Theravāda si è sempre rifiutata di farlo proponendo il proprio Abhidhamma come raccolta di approfondimenti della dottrina riportata nei primi due pitaka (il Sutta e il Vinaya) e da alcuni suoi autorevoli monaci attribuito al Buddha Gotama, nonostante le evidenze storiografiche dimostrino il contrario.
Prima del supporto ufficiale del re Aśoka il Grande nel III secolo a.C., il buddismo sembra essere rimasto un fenomeno relativamente minoritario, e la storicità degli eventi della sua formazione sono difficili da stabilire anche perché vi sono diverse, antiche e contraddittorie tradizioni. Secondo la tradizione Theravāda ci sarebbero stati due concili formativi, allo scopo di standardizzare la dottrina, ma queste poche informazioni su di essi ci vengono da racconti molto posteriori, che cercavano di spiegare l'origine di questa scuola e la propria lettura dei vari scismi del movimento buddista.

### Primo Concilio Buddista (circa V secolo a.C.)
Secondo la tradizione il primo Concilio del movimento buddista si tenne poco dopo la morte di Gautama, a Rajagriha (oggi Rajgir), sotto il patrocinio del re Ajātaśātru di Magadha, e presieduto da un monaco di nome Mahākāśyapa. L'obiettivo del Concilio era quello di raccogliere tutti i discorsi del Buddha (sūtra) e di codificare le regole monastiche (vinaya): Ananda, uno dei discepoli più vicini al Buddha e suo cugino, fu incaricato di recitare i discorsi del Buddha, e Upāli, un altro discepolo, i vinaya. Insieme questi testi costituiranno le prime sezioni del Canone buddista, mentre il primo testo è considerato ortodosso (anche se contiene a volte delle notevoli differenziazioni a seconda dei Canoni) e di riferimento in tutta la storia del buddismo, il vinaya ha subito molto presto delle diversificazioni, ed è oggi assai arduo stabilire una maggiore ortodossia di quello Theravāda rispetto ad esempio a quello forse più antico della scuola Mahasanghika o a quello forse di poco successivo appartenente alla scuola Dharmaguptaka.

### Secondo Concilio Buddista (383 a.C.)
Sempre secondo la tradizione Theravāda il secondo Concilio buddista fu convocato dal re Kalasoka a Vaiśālī, in seguito ai conflitti tra le scuole tradizionaliste e un movimento di interpretazione più liberale chiamato Mahāsāṃghika ("della grande assemblea"). Le scuole tradizionali consideravano il Buddha come un essere umano che aveva conseguito un tipo di illuminazione non facilmente ottenibile dai monaci che si limitavano a seguire le regole monastiche e a praticare i suoi insegnamenti allo scopo di superare le sofferenze e diventare arhat. I secessionisti Mahāsāṃghika, invece, consideravano questo approccio individualistico ed egoista, affermando che diventare arhat fosse un obiettivo insufficiente e che il vero scopo da perseguire fosse il diventare veri e propri Buddha (pensiero che sarà proprio del successivo buddismo Mahāyāna). Secondo la tradizione Theravāda i Mahāsāṃghika proponevano però regole monastiche più flessibili, che potessero richiamare un maggior numero di persone, sia monaci sia laici (da cui il nome di "grande assemblea"). Tuttavia recenti ricerche storiche, operate proprio sul codice monastico (vinaya) Mahāsāṃghika conservato nel Canone cinese hanno invalidato questa lettura proponendone di alternative e riguardanti un vero e proprio scontro dottrinale. Peraltro non è certo che il vinaya Theravāda fosse quello più antico, alcuni studiosi contemporanei ritengono che l'autentico vinaya fosse proprio quello Mahāsāṃghika.
Secondo la tradizione Theravāda il Concilio si concluse con la condanna dei Mahāsāṃghika, che abbandonarono il Concilio e la comunità buddista; di loro non si sa più molto, ma in base ad alcune iscrizioni trovate intorno al fiume Amu Darya e datate al I secolo a.C., la scuola sopravvisse per diversi secoli nell'India nordoccidentale e in Asia Centrale.

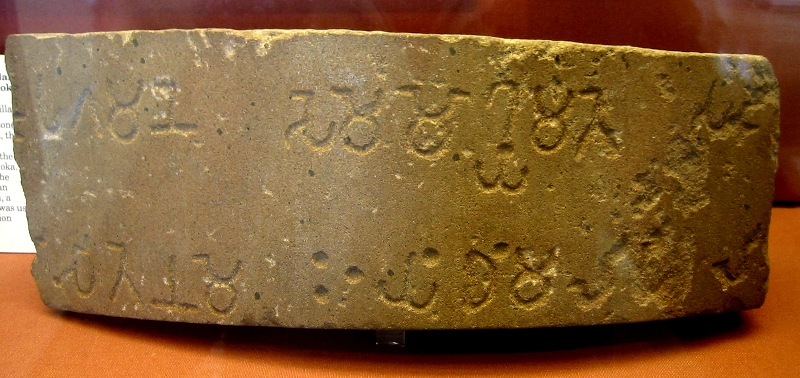
Frammento della Colonna con il sesto (238 a.C.), in brahmi, conservata nel British Museum.

## Tutela di Aśoka (circa 261 a.C.)
L'imperatore di Maurya Aśoka il Grande (273-232 a.C.) si convertì al buddismo dopo la sanguinosa conquista del territorio di Kalinga (oggi Orissa) nell'India orientale; pentitosi degli orrori prodotti dal conflitto, il re decise di rinunciare alla violenza, e si impegnò a diffondere la fede buddista costruendo stupa e colonne che richiamavano al rispetto di tutta la vita animale, e spingendo la popolazione a seguire il Dharma. L'esempio forse più noto tra questi è il Grande Stupa a Sanchi, vicino Bhopal; fu costruito nel III secolo a.C. e poi ampliato, e le incisioni sulla porta sono considerate tra i migliori esempi di arte buddista in India. Il re però è ricordato anche per aver costruito strade, ospedali, case di riposo, università e canali d'irrigazione in tutto il Paese; trattò inoltre i suoi sudditi con la massima tolleranza, indipendentemente da religione, politica e casta.
Questo periodo segna la prima diffusione del buddismo al di fuori dell'India; secondo le placche e le colonne lasciate da Aśoka (gli editti di Aśoka), furono inviati emissari in molti stati con il compito di predicare il buddismo, fino ai regni ellenistici occidentali, a partire dal vicino Regno greco-bactriano, e forse fino al Mar Mediterraneo.

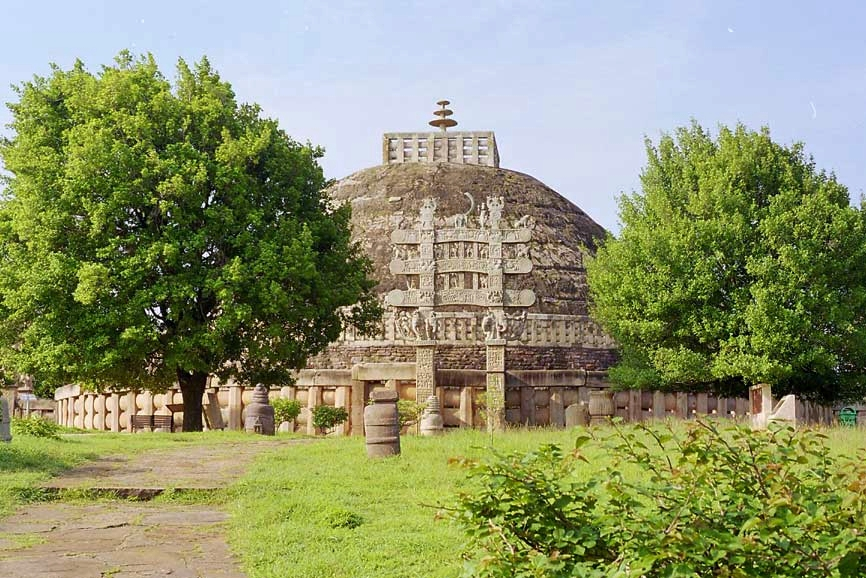
Grande Stupa (III secolo a.C.), Sanchi, India.

### Terzo Concilio Buddista (circa 250 a.C.)
Sempre secondo la tradizione della scuola Theravāda, il Re Aśoka convocò il terzo Concilio intorno al 250 a.C. a Pataliputra (oggi Patna), sotto la supervisione del monaco Moggaliputta, con l'obiettivo di riconciliare le differenti scuole, purificare il movimento da fazioni opportuniste che si erano lasciate troppo lusingare dal patrocinio reale, e organizzare l'invio di missionari nei Paesi in cui il buddismo non fosse ancora conosciuto.
Il Canone Pāli (Tipitaka, o Tripitaka in sanscrito, letteralmente "Tre Canestri"), che comprende secondo la scuola Theravāda i testi di riferimento del buddismo tradizionale, ed è considerato da essa l'insieme di scritture più vicine al Buddha, fu formalizzato secondo questa scuola in questo periodo. Al Sutta Piṭaka (sanscrito Sūtra Pitaka, contenente i discorsi del Buddha) e al Vinaya Pitaka (contenente le regole monastiche) fu aggiunta una terza classe di scritture, l'Abhidhamma Piṭaka (sanscrito Abhidharma Pitaka, contenente le elaborazioni e gli approfondimenti filosofici).
Per la tradizione Theravāda, gli sforzi di Aśoka per "purificare" il buddismo ebbero l'effetto di isolare, ma non indebolire, altri movimenti emergenti; in particolare, il buddismo Sarvāstivāda (che sosteneva che i dharma del passato, presente e futuro fossero simultanei), che secondo le cronache della scuola Theravāda fu condannato dal Concilio, e il buddismo Dharmaguptaka (che secondo i Theravāda era convinto che il Buddha fosse separato, e superiore, al resto della comunità buddista) divennero molto influenti nell'India nordoccidentale e nell'Asia Centrale, almeno fino all'Impero Kushan, nel I secolo.
Va da sé che il racconto tradizionale della scuola Theravāda di questi presunti eventi è considerata dagli storici al pari di altre ugualmente antiche tradizioni e non porta, come del resto anche le altre tradizioni buddiste, alcune prova di riscontro sulla propria autenticità.

### Mondo ellenistico
Alcuni degli editti di Aśoka descrivono gli sforzi di Aśoka per diffondere la fede buddista nel mondo ellenistico, che al tempo, in seguito alle conquiste di Alessandro Magno, formava un corpo continuo dalla Grecia ai confini dell'India. Gli editti dimostrano una chiara comprensione dell'organizzazione politica dei regni ellenistici; i nomi dei maggiori re sono elencati e identificati come obiettivi di proselitismo: Antioco II del Regno seleucide (261-246 a.C.), Tolomeo II Filadelfo del Regno egiziano (285-247 a.C.), Antigono II Gonata del Regno di Macedonia (276-239 a.C.), Magante del Regno di Cirenaica (288-258 a.C.), e Alessandro II dell'Epiro (272-255 a.C.).
(editti di Aśoka, XIII editto, S. Dhammika)

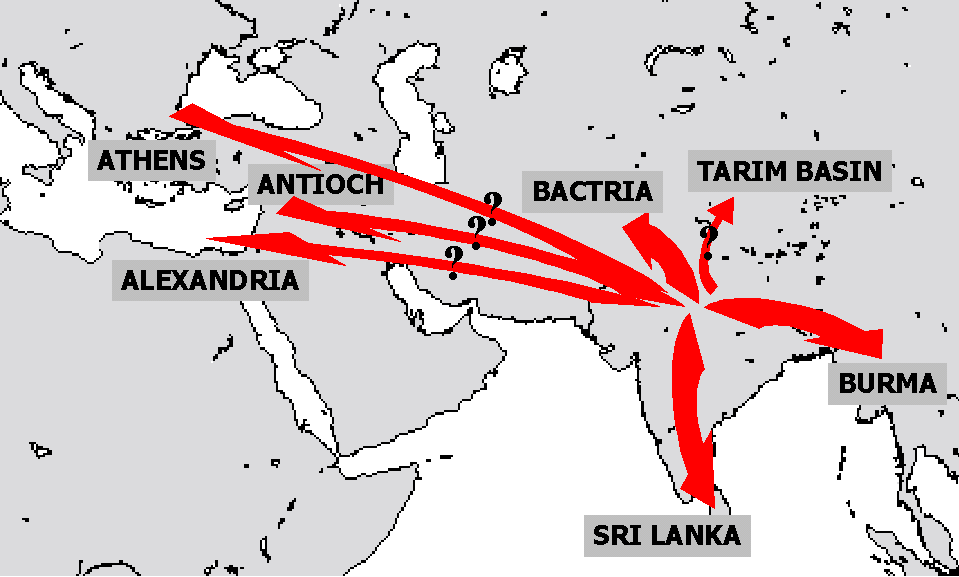
Proselitismo buddista al tempo del re (260-218 a.C.), così come descritto dai suoi editti.

Inoltre, secondo le cronache pāli, alcuni degli emissari di Aśoka erano monaci buddisti greci, evidenziando l'esistenza di intensi rapporti tra le due culture:
(Mahavamsa XII)

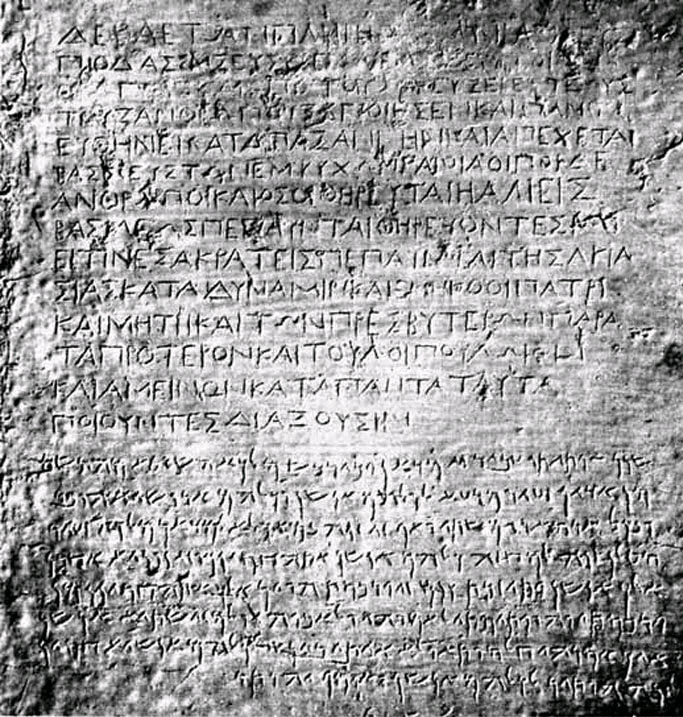
Iscrizioni bilingui (greco e aramaico) poste da a Kandahar. Kabul Museum (cliccare sull'immagine per leggere la trascrizione e la traduzione in inglese).

Alcuni degli editti di Aśoka sono scritti in greco o aramaico; uno di essi, ritrovato a Kandahar, consiglia l'adozione della "Pietà" (traducendo con εὐσέβεια, "eusebeia", il termine Dharma) alla comunità greca:
(Dalla traduzione di G.P. Carratelli)
Non è chiaro quanta influenza abbiano avuto queste interazioni, ma alcuni autori hanno commentato che un certo livello di sincretismo tra il pensiero ellenistico e quello buddista possa essere cominciato in quel periodo, facendo notare come ci siano giunte notizie di comunità buddiste nel mondo ellenistico dell'epoca, ad esempio quella di Alessandria d'Egitto (citata da Clemente Alessandrino), e di ordini monastici pre-cristiani come quello dei Terapeuti (affine alla parola pāli "Theravāda"), che secondo Robert Linssen potrebbero aver «quasi completamente tratto ispirazione da insegnamenti e pratiche dell'ascetismo buddista».
Sono state ritrovate ad Alessandria anche delle pietre tombali buddiste del periodo tolemaico, decorate con raffigurazioni della ruota del Dharma. Commentando sulla presenza di buddisti ad Alessandria, alcuni studiosi hanno fatto notare che «fu in seguito in quello stesso luogo che alcuni dei più attivi centri della Cristianità sono stati fondati».
Nel II secolo, il filosofo e scrittore cristiano Clemente Alessandrino riconobbe l'influenza dei buddisti battriani (sramana) e dei Gimnosofisti indiani sul pensiero greco:
(Clemente Alessandrino, Stromata, Libro I, Capitolo XV)

### Espansione in Asia

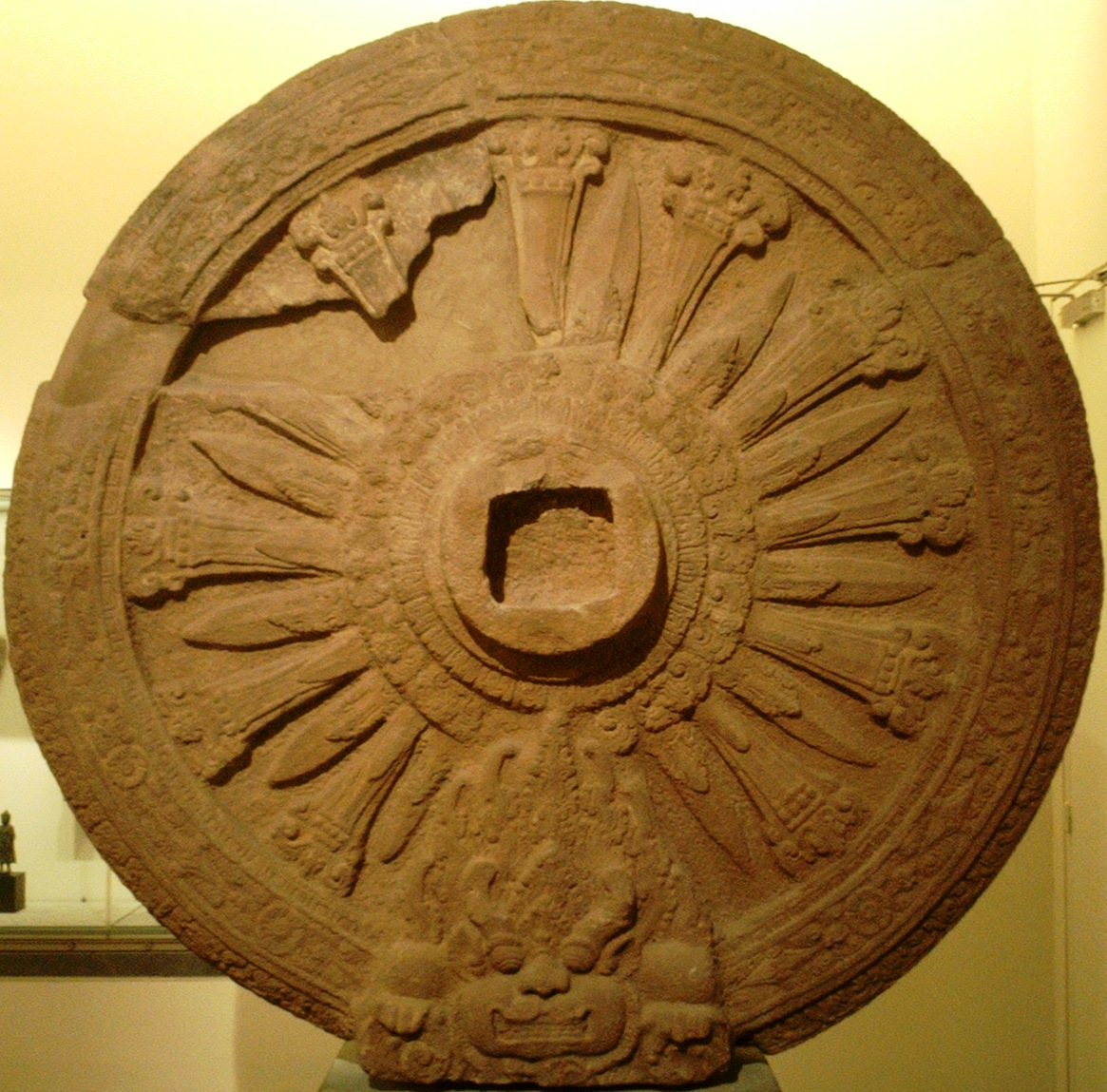
Ruota del Dharma (Dharmachakra), arte Mon del periodo Dvaravati, circa VIII secolo.

Ad Est del subcontinente indiano (odierno Myanmar), la cultura indiana influenzò fortemente quella dei Mon, che sarebbero stati convertiti al buddismo intorno al 200 a.C. dal proselitismo del re Aśoka; i più antichi templi buddisti Mon, come quello di Peikthano, sono stati datati tra il I e il V secolo. L'arte buddista dei Mon è stata particolarmente influenzata dall'arte indiana del periodo Gupta e post-Gupta; il suo stile manierista seguì l'ampia diffusione del buddismo nel Sud-Est Asiatico in seguito all'espansione del regno Mon tra V e VIII secolo; nell'area di influenza Mon, corrispondente alla parte settentrionale della regione, si diffuse inizialmente la scuola Theravāda, progressivamente rimpiazzata da quella Mahāyāna a partire dal VI secolo.
Lo Sri Lanka sarebbe invece stato convertito da Mahinda, figlio di Aśoka, insieme a sei monaci, durante il II secolo a.C.; ottennero la conversione del re Devanampiya Tissa e di gran parte della nobiltà, e la costruzione del monastero di Mahāvihāra, che sarebbe divenuto uno dei principali centri dell'ortodossia singalese. Il Canone Pāli sarebbe stato trascritto proprio in Sri Lanka durante il regno del re Vittagamani (forse 29-17 a.C.), e l'isola divenne la roccaforte della tradizione Theravāda, rafforzata successivamente dalla presenza di grandi commentatori come Buddhaghosa (IV-V secolo); nonostante la crescente influenza della scuola Mahāyāna, l'isola non fu mai convertita, e divenne la testa di ponte per il risorgimento Theravāda nel Sud-Est Asiatico a partire dall'XI secolo (vedi più avanti il capitolo relativo).
Secondo una leggenda non convalidata dagli editti ritrovati, Aśoka avrebbe inviato missionari anche a Nord, oltre l'Himalaya, a Khotan, nel Bacino del Tarim, e quindi nella terra dei Tocari, che parlavano una lingua indoeuropea e che avrebbero poi contribuito a fondare l'Impero buddista dei Kushan.

### I due Quarti Concili Buddisti (29 a.C. e 100 d.C.)
Il "primo" quarto Concilio, sebbene realizzato dalla sola scuola Theravāda, si tenne in Sri Lanka, a Tambapanni, nel 29 a.C., sotto il patrocinio del re Vattagamani; secondo la tradizione, una carestia aveva colpito l'isola, con gravi ripercussioni sui monaci, che vivevano di elemosine, e con la morte dei monaci più venerandi, capaci di recitare a memoria tutto il testo del Canone buddista, la comunità cominciò a temere che parte di esso andasse perduto. Il Concilio ottenne il suo scopo, e i monaci convocati trascrissero l'intero testo in lingua pāli su foglie di palma.
Il "secondo" quarto Concilio si è tenuto nell'Impero Kushan, convocato dall'imperatore Kanishka, intorno al 100 d.C. a Jalandhar o nel Kashmir. Poiché i Theravāda temevano che le altre scuole, e in particolare i Sarvāstivāda, avrebbero approfittato del Concilio per approvare come canonici dei testi non autentici, essi disertarono il Concilio; nelle cronache Theravāda il Concilio dei Kushan è talvolta chiamato "concilio dei monaci eretici". Il Concilio fu presieduto da Vasumitra, ed aveva come scopo quello di compilare commentari più esaustivi sull'Abhidharma, ma è possibile che si sia svolto del lavoro anche sul Canone esistente; il frutto principale del Concilio fu però la redazione degli Āgama e la compilazione del grande commentario noto come Mahā-Vibhāshā ("Grande Esegesi"), un compendio esaustivo e un lavoro di riferimento per l'Abhidharma Sarvāstivāda.
Secondo gli studiosi fu proprio in questo periodo che i Sarvāstivāda tradussero il loro Canone dal pracrito al sanscrito; sebbene il cambiamento fu probabilmente effettuato senza significative variazioni sull'integrità del Canone, questo evento segnò un passo importante perché il sanscrito era la lingua santa del brahmanesimo in India, ed era la lingua usata da innumerevoli pensatori (al di là dello specifico schieramento religioso o filosofico), il che consentiva a un pubblico molto più ampio e colto di accedere alle idee e alle pratiche buddiste. Per questa ragione, anche le altre scuole (come la Mahāyāna, formatasi ufficialmente proprio nel Concilio — vedi il capitolo relativo) in India useranno il sanscrito per i loro commentari e trattati. I Theravāda però non condivisero mai la scelta, sostenendo che il Buddha aveva esplicitamente proibito la traduzione dei suoi discorsi in sanscrito, essendo questa una lingua religiosa e parlata solo da una élite (un po' come il latino in Europa nel medioevo), mentre i monaci dovevano usare il linguaggio del popolo, che tutti potessero comprendere. Critica quest'ultima piuttosto curiosa considerando che i Theravāda si sono nel contempo sempre rifiutati di tradurre il loro Canone dal Pāli al Sinhala, l'unica lingua parlata in Sri Lanka dove aveva sede il loro monastero principale. Nel tempo, comunque, la stessa lingua in cui era stato scritto il Canone dei Theravāda (il pāli) divenne una lingua morta ed è oggi principalmente una lingua religiosa ed elitaria.

## Repressione Sunga (II-I secolo a.C.)
La dinastia Sunga salì al potere nel 185 a.C., circa 50 anni dopo la morte di Aśoka, e vi sarebbe rimasta fino al 73 a.C.; dopo aver deposto Brhadrata, ultimo re Maurya, il generale Pusyamitra Sunga ascese al trono. Essendo un brahmino ortodosso, Sunga fu fortemente ostile ai buddisti e ne osteggiò la fede; è ricordato nelle cronache per aver "distrutto monasteri e ucciso i monaci": 84.000 stupa buddisti costruiti da Aśoka furono distrutti, e sembra che mise addirittura una taglia di 100 monete d'oro sulla testa dei monaci buddisti. Un gran numero di monasteri buddisti (vihāra), come quelli di Nālandā, Bodhgaya, Sarnath, o Mathura, caddero in rovina o furono riconvertiti in templi induisti.
Durante questo periodo, i monaci buddisti abbandonarono gradualmente la valle del Gange, seguendo la via verso Nord (uttarapatha), che li portò nell'India nordoccidentale, o quella verso Sud (daksinapatha), che li portò sulle rive occidentali dell'Oceano, come attestano i ritrovamenti artistici sulle due vie. L'arte buddista infatti si estinse a Magadha, mentre fiorì nel Nord-Ovest, a Gandhara e Mathura, o nel Sud-Est, come a Amaravati, nell'Andhra Pradesh; l'attività artistica non è comunque cessata nell'India centrale, come a Bharhut, ma non è noto quale contributo abbia avuto da parte dei Sunga.
C'è disaccordo tra gli storici su quanto di ciò che la tradizione buddista attribuisca ai Sunga sia veritiero; se ci sono prove di un declino del buddismo e un progressivo abbandono dell'area da parte dei monaci, infatti, non vi sono riferimenti alla distruzione degli stupa o segno alcuno di persecuzione religiosa al di fuori della storiografia buddista. Importanti commentatori e storici, come Etienne Lamotte e Romila Thapar, sostengono che la figura di Pusyamitra Sunga dovrebbe essere riabilitata, se non altro per mancanza di prove.

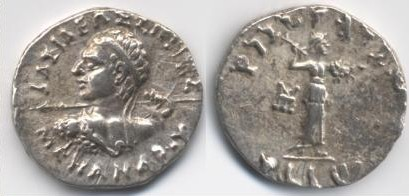
Dracma d'argento di Menandro I, re dal 160 al 135 a.C.).
L'incisione recita "ΒΑΣΙΛΕΩΣ ΣΩΤΗΡΟΣ ΜΕΝΑΝΔΡΟΥ", "del Salvatore Re Menandro".

## Interazione Greco-Buddista (II secolo a.C.-I secolo d.C.)

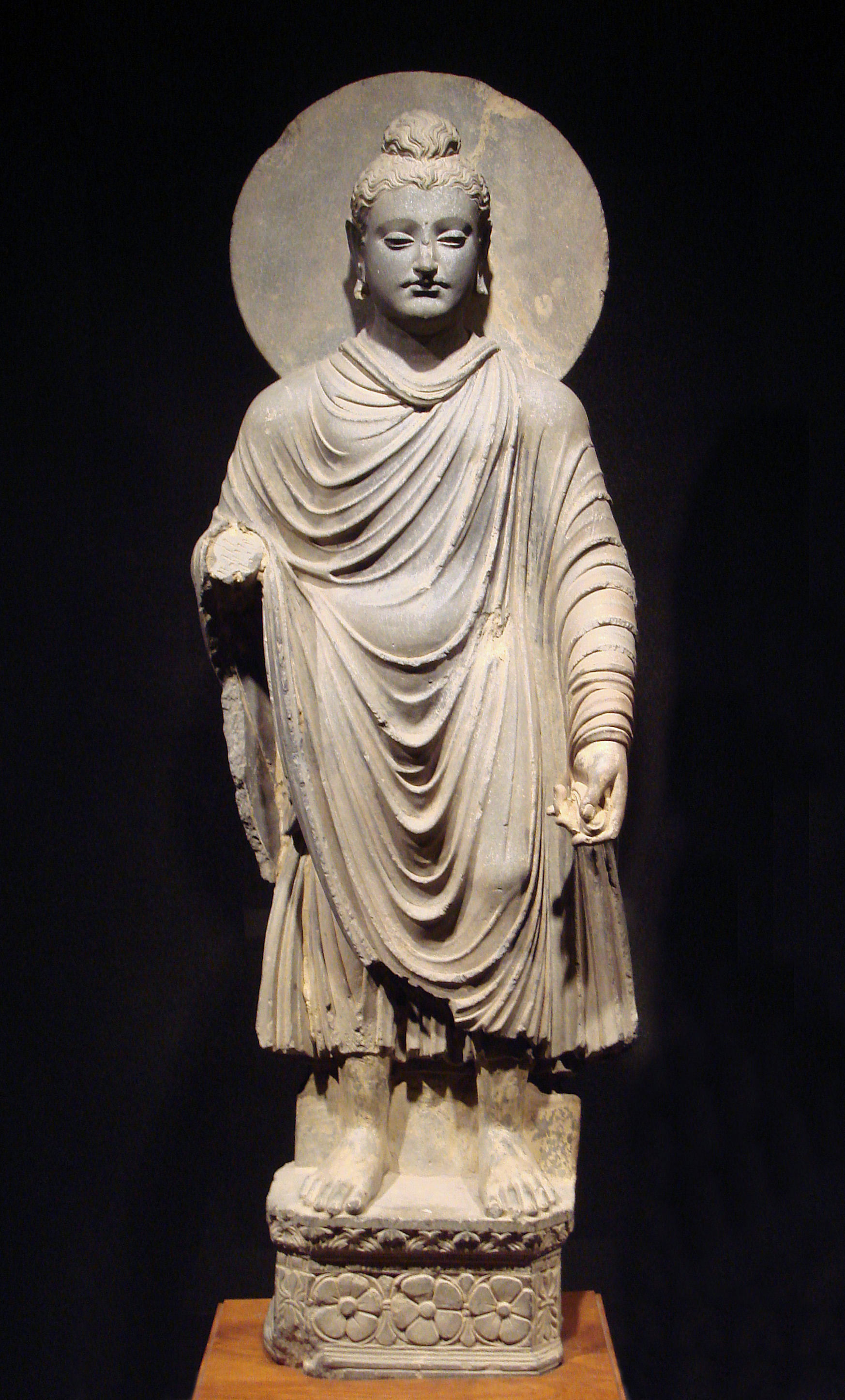
Una statua Greco-Buddista, una delle più antiche rappresentazioni del Buddha, I-II secolo a.C., Gandhara. Attualmente nel Museo di Tokyo.

Ad occidente del subcontinente indiano, i regni greci si erano succeduti in Bactria (odierno Afghanistan settentrionale) sin dal tempo di Alessandro Magno intorno al 326 a.C.: prima la dinastia seleucide dal 323 a.C., poi il Regno greco-bactriano dal 250 a.C. circa.
Il re greco-bactriano Demetrio I invase l'India nel 180 a.C. spingendosi fino a Pataliputra, e fondando il Regno indo-greco, che sarebbe sopravvissuto, tra alti e bassi, fino alla fine del I secolo d.C.; sotto i re indo-greci il buddismo rifiorì, ed è stato suggerito che l'invasione sia stata organizzata inizialmente come un supporto militare all'Impero Maurya e alla popolazione buddista contro i Sunga.
Uno dei più famosi re indo-greci è Menandro I, che regnò dal 160 al 135 a.C.; convertitosi al buddismo, è presentato dalla tradizione Mahāyāna come uno dei grandi benefattori della fede, alla pari del re Aśoka dei Maurya e del re Kanishka dei Kushan. Alla sua morte, sembra che diverse città reclamarono l'onore di ospitare le sue reliquie, e queste furono divise tra più stupa, allo stesso modo di quanto avvenne per il Buddha storico. I successori di Menandro fecero incidere "Seguace del Dharma" sulle loro monete, e si fecero rappresentare nella posa del vitarka mudrā.
L'interazione tra le culture greca e buddista potrebbe aver avuto una certa influenza sulla formazione del pensiero Mahāyāna, che sviluppò un approccio filosofico più sofisticato e una forma di "divinizzazione" della figura del Buddha; in queste aree di contatto compaiono inoltre le prime rappresentazioni antropomorfiche del Gautama.

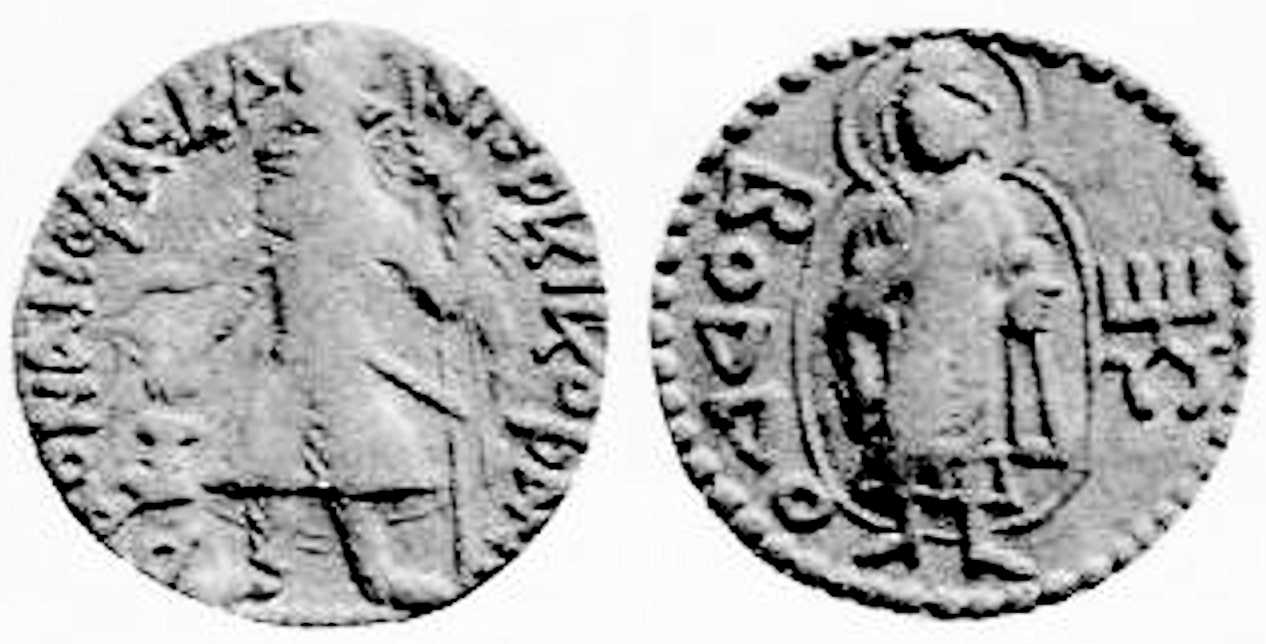
Moneta dell'imperatore Kanishka, con il Buddha sul retro e un'incisione con il suo nome in greco, ΒΟΔΔΟ. Circa 120

(Boardman, "The Diffusion of Classical Art in Antiquity")

## Fondazione e diffusione del Mahāyāna (dal I secolo)
Le prime istanze riformatrici che avrebbero portato successivamente alla nascita del buddismo Mahāyāna si manifestarono intorno al I secolo a.C. in un'area dell'Impero Kushan corrispondente all'attuale nord dell'India e del Pakistan; presumibilmente durante un Concilio in Kashmir, le nuove tendenze che valorizzavano le scritture dei Prajnaparamita Sutra e di altre scritture emersero probabilmente all'interno del Sarvāstivāda. Pur essendosi originato in un'area e in un'epoca in cui il pensiero Sarvāstivāda dominava la scena, la nuova scuola raccoglieva istanze di molte altre correnti (tra cui i Mahāsaṃghika e i Dharmaguptaka) e al tempo stesso si proclamava diversa da queste scuole le quali non riconoscevano la canonicità dei Parjnaparamita Sutra. Per segnare la differenza, la scuola prese il nome di Mahāyāna ("grande veicolo"), indicando con Hīnayāna ("piccolo veicolo" o "veicolo inferiore") tutte le altre scuole, tra cui sia i Theravāda sia i Sarvāstivāda. Ciò nonostante, la scuola condivise la decisione di tradurre in sanscrito le proprie scritture (precedentemente in dialetto gandhari) e accettò gli Āgama prodotti dal Concilio.
Seguendo gli insegnamenti dei Prajnaparamita Sutra, la nuova forma di buddismo valorizzava il concetto di "vacuità" Śunyatā di tutto l'esistente e quindi l'identità tra mondo fenomenico doloroso e imperfetto (Samsara) e la condizione nirvanica (Nirvana) in cui era assente lo stato di dolore. Questa identità dei fenomeni mondani con lo stato nirvanico e la credenza che la buddità fosse presente in tutti gli esseri senzienti portò alcune di queste scuole alla sacralizzazione della natura di Buddha e quindi della sua manifestazione storica. Inoltre le posizioni Mahāyāna promuovevano l'idea che non solo i monaci, ma tutti gli esseri viventi essendo intimamente dei Buddha potessero aspirare realizzare questo stato, e un certo livello di sincretismo con le influenze culturali del Nord-Ovest dell'India e dell'Impero Kushan all'interno del quale si era originata; il successo fu rapido, e nel giro di pochi secoli la nuova scuola rimpiazzò quasi completamente la Sarvāstivāda.

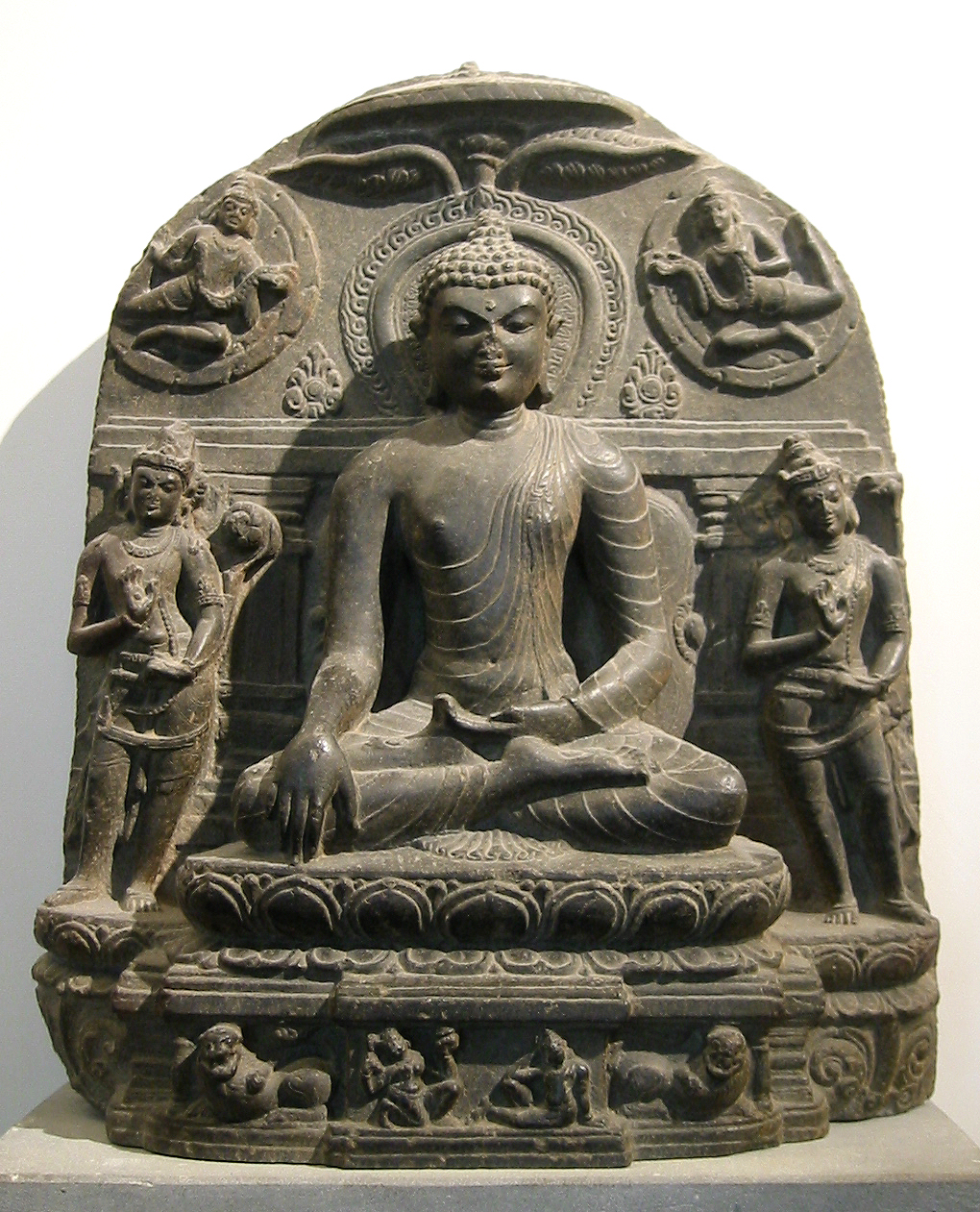
Buddha e Bodhisattva, XI secolo, Impero Pala.

### India
Dopo la fine dell'Impero Kushan, il buddismo, ormai quasi esclusivamente Mahāyāna, conobbe una certa fortuna sotto i Gupta (IV-VI secolo); in particolare l'università Mahāyāna di Nālandā, nel Nord-Est dell'India, sarebbe diventato il polo culturale più grande e influente del buddismo nei secoli a venire, sopravvivendo anche all'invasione degli Unni bianchi e al declino del buddismo indiano, estinguendosi solo con la fine dell'Impero Pala (l'ultima dinastia buddista) nel 1197.
Xuánzàng, che viaggiò dalla Cina all'India nel VII secolo, nel pieno della dominazione degli Unni bianchi, riporta come il buddismo fosse comunque ancora popolare in Andhra, Dhanyakataka e Dravida, corrispondenti agli attuali Andhra Pradesh e Tamil Nadu, mentre descrive molti stupa abbandonati nelle aree degli attuali Nepal e Bengala Occidentale. Nel suo reportage di viaggio Xuanzang annotò che in molte regioni il buddismo stava lasciando il posto a giainismo e induismo (da notare che l'induismo riuscì a riconvertire molti fedeli buddisti identificando Gautama con uno degli avatar di Visnù).
Il colpo di grazia al buddismo indiano arrivò nel 1193 quando i turchi Mamelucchi di Delhi comandati da Muhammad bin Bakhtiyar Khalji, generale agli ordini di Qutb al-Din, incendiarono Nālandā, e poco dopo conquistarono la fortezza di Bihar portando alla caduta dell'Impero Pala; ormai privi di appoggio politico e con sempre minor presa sulla popolazione, anche in seguito ai nuovi movimenti induisti come l'Advaita e ai missionari islamici sufi, i monaci si rifugiarono alle pendici dell'Himalaya o nell'isola di Sri Lanka, salda roccaforte del Therāvada.

### Asia Centrale e Settentrionale

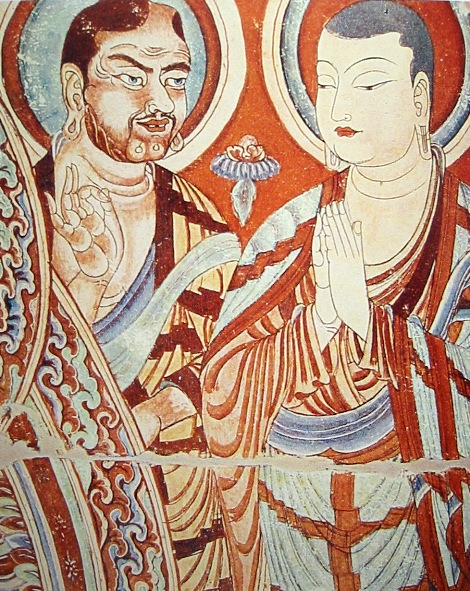
Un centro-asiatico dagli occhi azzurri accanto a un monaco estremo-orientale, Bezaklik, Bacino del Tarim, IX-X secolo.

Secondo una leggenda, il buddismo si era diffuso in Asia Centrale già durante l'epoca del Gautama, grazie a due mercanti battriani, Tapassu e Bhallika, che dopo aver conosciuto il Buddha si erano convertiti alla nuova fede; le tradizioni Hīnayāna si mescolarono alla Mahāyāna tra il II e il III secolo. L'area interessata è quella corrispondente agli attuali Pakistan, Kashmir, Afghanistan, Iran, Uzbekistan, Turkmenistan (il principe Ān Shìgāo nel 148 fu il primo a tradurre le scritture in lingua cinese), Tagikistan, e in un secondo tempo Cina; anche alcune tribù turche, come gli Shahi, si convertirono al buddismo a partire dal II secolo. Non va però dimenticato che il buddismo divenne mai la religione esclusiva, anche quando ebbe l'appoggio delle dinastie reali. Nell'area le scuole Nikāya non cedettero mai del tutto il passo alla corrente Mahāyāna, e il vinaya Sarvāstivāda insieme a quello Dharmaguptaka continuarono ad essere preferiti nei monasteri centro-asiatici.
Con l'espansione dell'Islam nel VII secolo, ai monaci fu attribuito lo status di dhimmi come "popolo del Libro", insieme a cristiani ed ebrei; Al-Biruni scrisse di Buddha come profeta "burxan". Il buddismo tornò brevemente in auge grazie ai Mongoli che con le conquiste di Gengis Khan e dei successivi Khan contribuirono alla diffusione della fede nel XIII secolo; ma nel secolo successivo l'Ilkhanato, con Ghazan, si convertì all'Islam, e ne supportò la diffusione.
I buddisti centro-asiatici hanno svolto un ruolo importante nella diffusione del buddismo in Cina; dei trentasette traduttori noti di scritture buddiste in cinese la maggior parte era di origine parta o kushan. In base ai ritrovamenti nel bacino del Tarim gli scambi tra buddisti centro-asiatici e estremo-orientali furono forti fino al X secolo, ma la cultura cinese, dopo aver assorbito le influenze buddiste, le rielaborò in maniera autonoma.

#### Cina

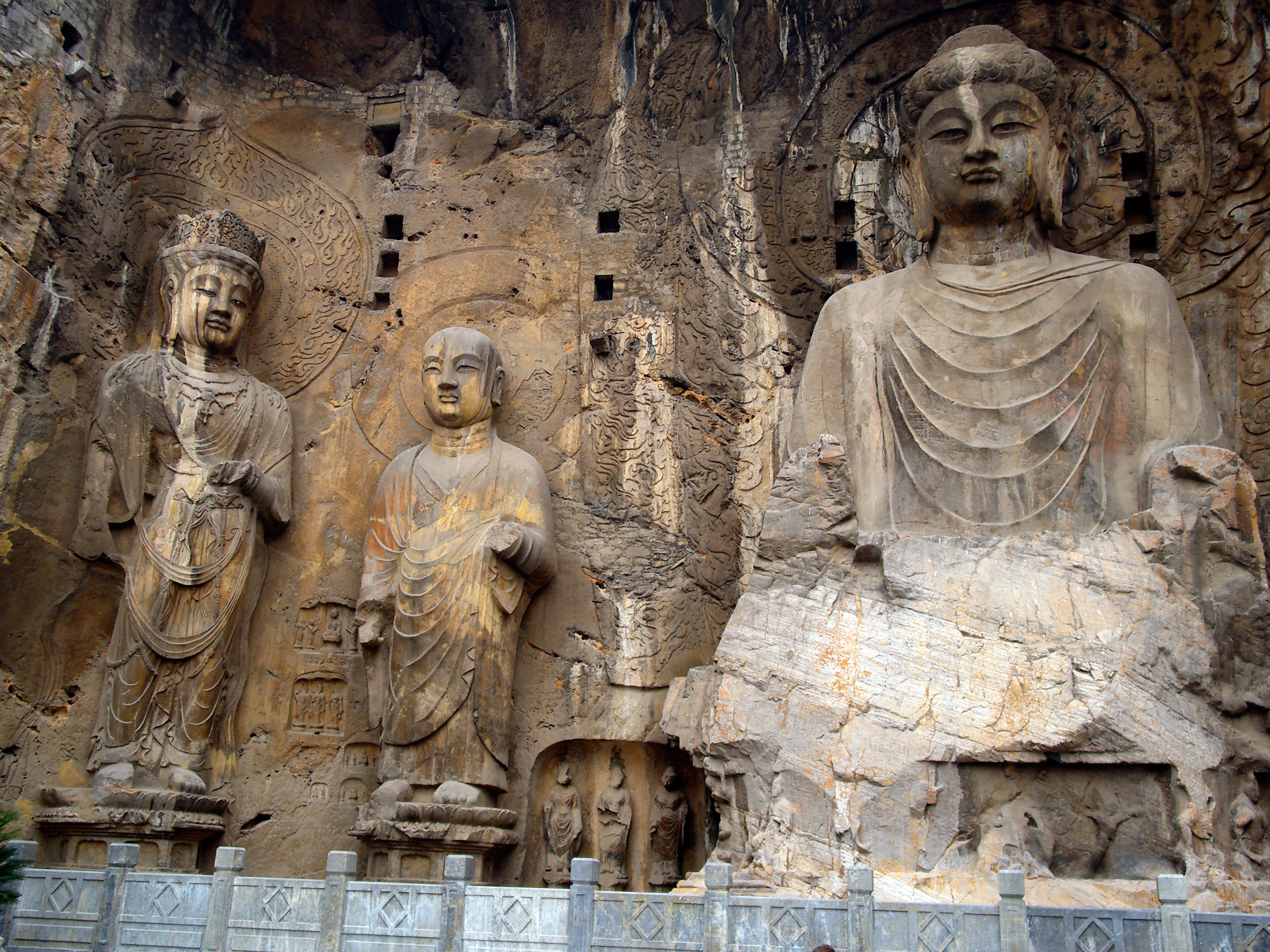
Statue buddiste nelle Grotte di Longmen, Luoyang.

Il buddismo probabilmente arrivò in Cina intorno al I secolo dall'Asia Centrale, anche se secondo una leggenda vi fu inviato un missionario da Aśoka. L'introduzione ufficiale si fa risalire ai monaci Moton e Chufarlan nell'anno 67; l'anno successivo, su autorizzazione imperiale, essi fondarono il Tempio del Cavallo Bianco (白馬寺T, 白马寺S, Báimǎ SìP), che esiste ancora oggi, vicino all'allora capitale imperiale Luoyang. Verso la fine del II secolo, si era già formata una prospera comunità a Pengcheng (oggi Xuzhou, Jiangsu).
Le prime traduzioni di testi Mahāyāna si devono al monaco kushan Lokakṣema, tra il 178 e il 189. Il buddismo fiorì sotto la dinastia Tang (618-907), inizialmente molto favorevole agli scambi culturali con l'India e fautrice dell'accademia buddista di Chang'an (oggi Xi'an); verso la fine della dinastia, però, si manifestò una sempre maggiore diffidenza verso gli stranieri, e nell'845 l'imperatore Tang Wuzong bandì tutte le religioni "straniere" (tra cui Nestorianesimo, Zoroastrismo e buddismo) in favore dell'indigeno Taoismo, confiscando le terre, distruggendo templi e monasteri, e arrestando i monaci. Amidismo e buddismo Chán, però, continuarono a livello popolare; il Chán, che in Giappone sarebbe diventato Zen, rifiorì sotto la dinastia Song (1127-1279), con monasteri capaci di sostituire le università del passato.
Oggi la Cina vanta una delle più ricche collezioni di arte buddista, spesso riconosciuti Patrimoni dell'umanità dall'UNESCO, come le Cave di Mogao vicino Dunhuang in provincia di Gansu, le Grotte di Longmen vicino Luoyang in provincia di Henan, le Grotte di Yungang vicino Datong in provincia di Shanxi, e i bassorilievi rupestri di Dazu, vicino Chongqing. Il Buddha gigante di Leshan, scolpito da una collina nell'VIII secolo, con lo sguardo rivolto alla confluenza di tre fiumi, è la più grande statua di Buddha del mondo.

#### Corea
Il buddismo fu introdotto nella penisola nel 372, quando ambasciatori cinesi portarono con loro scritture e immagini votive nel regno coreano di Goguryeo; la forma più prospera fu la Seon, evoluzione locale del Chán, a partire dal VII secolo. La Seon sarà anche l'unica scuola a sopravvivere alle discriminazioni religiose della confuciana dinastia Joseon (1392-1910).

#### Giappone

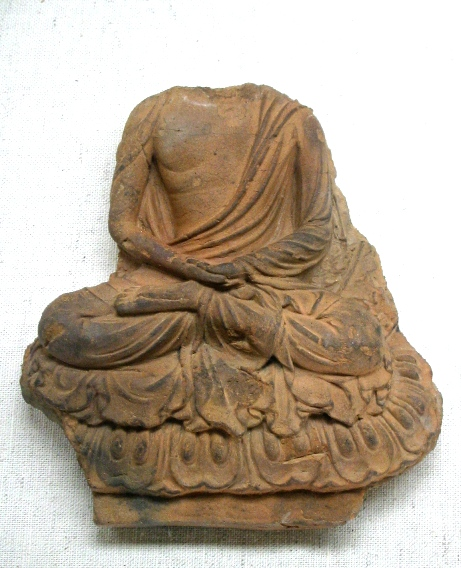
Buddha seduto, prefettura di Nara, periodo Asuka, VII secolo, Tokyo National Museum.

Il buddismo fu introdotto in Giappone nel VI secolo da monaci coreani, e fu religione di Stato già nel secolo successivo. Grazie alla sua posizione di stazione terminale della Via della seta, e relativamente protetto da aggressioni straniere, l'arcipelago riuscì a conservare forme di buddismo che stavano estinguendosi nell'Asia continentale.
Dal 710 la capitale Nara fu costellata da splendidi templi e monasteri, come la pagoda a cinque piani e la Sala Dorata (Kondō) del tempio Hōryū-ji, oggi patrimonio dell'umanità; le opere artistiche buddiste, spesso su commissione imperiale, fiorirono tra l'VIII e il XIII secolo, attraversando le epoche Nara, Heian e Kamakura.
Tra il XII e il XIII secolo, Dogen e Eisai, dopo un viaggio in Cina, introdussero in Giappone lo Zen (evoluzione del Chán), che avrebbe prodotto espressioni artistiche molto caratteristiche come dipinti (es. sumi-e ed Ensō), poesie (es. haiku), e molto altro: la ricerca dell'illuminazione "nel momento" portò alla "santificazione" delle attività umane con forte contenuto spirituale ed artistico, come la cerimonia del tè (Cha no yu), ikebana, ed anche arti marziali.
Il buddismo, pur se praticato spesso insieme allo shintoismo, è ancora molto attivo nell'arcipelago, dove si contano circa 80.000 templi buddisti.

### Sud-Est Asiatico

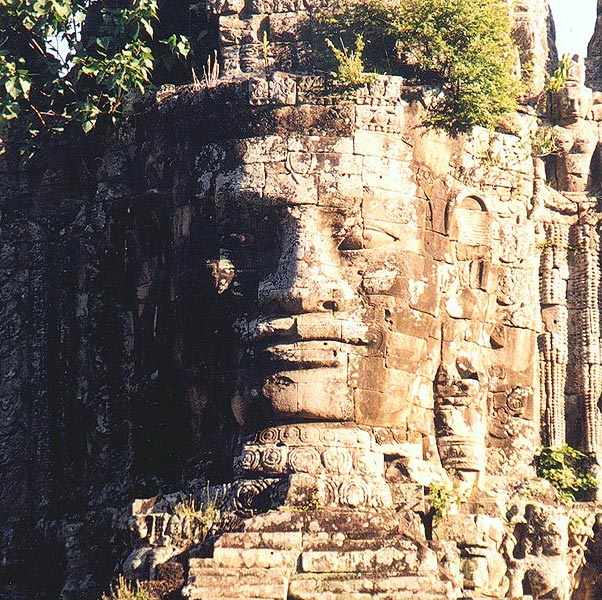
La porta meridionale della città di Angkor Thom, capitale dell'Impero Khmer, raffigurante il Bodhisattva Avalokiteśvara.

Per quasi un millennio il Sud-Est Asiatico è rimasto culturalmente legato all'influenza indiana, e come tale ne ha assorbito tutte le influenze religiose; secondo una leggenda il buddismo fu introdotto nell'area dell'attuale Vietnam da Chử Ðồng Tử, che lo aveva appreso direttamente da monaci indiani, alla fine del I secolo a.C. La forma iniziale era quella Theravāda, e il Buddha era chiamato Bụt; tra il IV e il V secolo, però, l'influenza cinese sostenne la diffusione del Mahāyāna, e il Buddha venne chiamato Phật, dal cinese Fó.
In questo stesso periodo si formarono imperi autoctoni molto potenti, come lo Śrī Vijaya (III-XIV secolo) al Sud e l'Impero Khmer (IX-XIII secolo) al Nord, che appoggiarono la scuola Mahāyāna insieme all'induismo. La capitale del primo, Palembang sull'isola di Sumatra, ospitò un'università buddista molto influente.
Dopo la fine del Mahāyāna in India, il buddismo affrontò un lento declino, per poi sperimentare una vivace rinascita col Rinascimento Theravāda, che sostituirà la Mahāyāna.

## Fondazione e diffusione del Vajrayāna (dal V secolo)
Il buddismo Vajrayāna ("veicolo di diamante"), detto anche buddismo tantrico, comparve nell'India orientale tra il V e il VII secolo; è talvolta considerato una derivazione del Mahāyāna, e talvolta un terzo "veicolo" (yāna) a sé stante. Rispetto al Mahāyāna non introduceva (almeno nella sua forma iniziale) nuove prospettive filosofiche, quanto piuttosto nuove pratiche (upaya) mutuate dal Tantra induista. La scuola fu introdotta in Tibet da Padmasambhava, che fondò la variante conosciuta poi come buddismo tibetano.
I primi fedeli Vajrayāna erano mahasidda (yogi ascetici) che vivevano nelle foreste o ai margini della società, ma intorno al IX secolo il Vajrayāna era diventato un fenomeno riconosciuto e accettato nelle maggiori università Mahāyāna come Nālandā e Vikramaśīla. Alla fine del XII secolo il buddismo Vajrayāna si estinse in India insieme al Mahāyāna, ma per quell'epoca la variante tibetana aveva evoluto una propria autonomia intellettuale e una solida base di fedeli, e il numero di monaci che si rifugiarono in Tibet fuggendo dall'India consolidarono la posizione della scuola. Il Tibet servì anche come testa di ponte per la diffusione della scuola in Cina e da qui in Giappone, dove il Vajrayāna sopravvive ancora oggi nella scuola Shingon.

## Rinascimento Theravāda (dall'XI secolo)

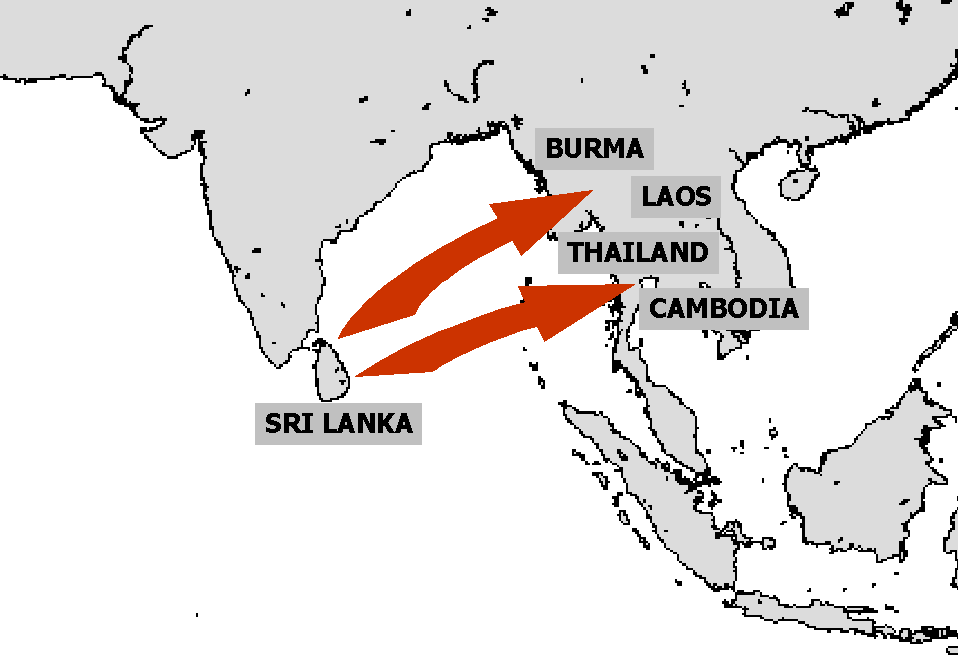
Espansione del buddismo Theravāda a partire dall'XI secolo.

A partire dall'XI secolo, con l'arrivo dei Turchi in India e la perdita della propria roccaforte di Nālandā, la scuola Mahāyāna subì un rapido declino; tuttavia i problemi che la presenza islamica poneva ai traffici lungo la Via della seta costrinsero i mercanti a scegliere la via del mare, nella quale l'isola di Sri Lanka, da sempre roccaforte del buddismo Theravāda, assunse un ruolo centrale. All'aumentare dell'influenza politica e commerciale dell'isola seguì naturalmente quella della scuola Theravāda nel vicino Sud-Est asiatico.
Il re Anawrahta (1044-1077), fondatore del primo Impero Birmano, adottò la fede Theravāda, e tra l'XI e il XIII secolo furono eretti centinaia di templi buddisti nella capitale Pagan, di cui circa 2.000 ancora esistenti. Anche con la perdita di potere dei birmani e le prime dinastie thai, e ancora dopo la caduta della capitale nel 1287 ad opera dei mongoli, il buddismo Therāvada rimase saldamente radicato nell'area. Il Regno di Sukhothai (1238-1438), nel Nord dell'attuale Thailandia, e il Regno di Ayutthaya (1350-1767), che nel 1376 assorbì il Regno di Sukhothai, adottarono il Theravāda, che si diffuse in Laos e Cambogia nel corso del XIII secolo; però, a partire dal XIV secolo, l'Islam si dimostrò capace di frenare l'espansione buddista, diffondendosi in Malaysia e nella parte insulare del Sud-Est Asiatico, soprattutto Indonesia e Filippine.

## Espansione del buddismo in Occidente

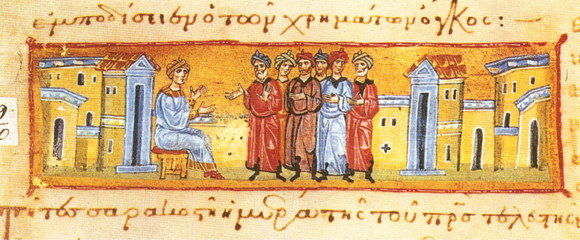
San Josaphat mentre predica il Cristianesimo. Manoscritto greco del XII secolo.

Dopo il periodo Greco-Buddista, gli interscambi tra l'Occidente e il mondo buddista si fecero più sporadici. Nell'VIII secolo, le Jātaka buddiste furono tradotte, insieme ad altri racconti e leggende indiane, in siriaco e in arabo nel Kalila wa Dimna. Un racconto sulla vita del Buddha fu tradotto in greco ad opera di san Giovanni Damasceno e circolò nella cristianità come "storia di Barlaam e Josaphat"; intorno al XIV secolo la storia di Josaphat era talmente famosa che divenne un santo popolare, e pur non essendo mai stato canonizzato fu incluso nel martirologio cattolico (si festeggiava il 27 novembre, ma fu escluso dal successivo messale) e nel calendario liturgico della Chiesa ortodossa (si festeggia il 26 agosto).
Un incontro diretto tra europei e buddisti avvenne nel 1253 quando il monaco francescano Guglielmo di Rubruck fu inviato come ambasciatore presso la corte mongola di Mongke dal re francese Luigi IX; l'incontro avvenne a Cailac (oggi Qayaliq in Kazakistan), e Guglielmo pensò che appartenessero a una confessione cristiana.
Un maggiore interesse per il buddismo sorse in epoca coloniale, quando gli occidentali occuparono terre in Oriente e ne conobbero le opere d'arte; la filosofia e la letteratura europea del periodo furono fortemente influenzate dallo studio delle religioni orientali. L'apertura forzata del Giappone all'Occidente (episodio delle navi nere) nel 1853 consentì inoltre agli occidentali di accedere alla più variegata cultura buddista del mondo.
Il buddismo cominciò a destare un forte interesse per il grande pubblico in Occidente solo a partire dal XX secolo, come reazione alla delusione provocata dalla caduta delle grandi utopie del secolo.
Negli anni 1950 il movimento beatnik contribuì a renderlo popolare, tanto da farlo diventare la "filosofia" dei giovani della New Age, in lotta contro la società industriale.
Queste forze che avevano animato la politica "idealista" della prima metà del secolo si rivolsero all'auto-realizzazione, sia materiale sia spirituale, e in questo contesto il buddismo esercita un forte fascino, grazie alle sue idee di tolleranza, assenza di autorità divine e di determinismo, e che il mondo possa essere compreso indagando sé stessi.

All'inizio del XX secolo i primi missionari giapponesi propagarono il buddismo di tradizione Zen nell'America del Nord (soprattutto in California); ad esempio uno studioso giapponese e buddista, Suzuki Daisetsu Teitaro, ha scritto dei libri in inglese riguardanti il buddismo della tradizione Zen.
Negli anni 1950 il movimento beatnik contribuì a renderlo popolare, tanto da farlo diventare la "filosofia" dei giovani in lotta contro la società materialista, un processo che si ampliò in modo significativo con l'avvento della psichedelia e della cultura hippie negli anni 1960, in cui l'evoluzione interiore e il ritorno a una visione spirituale del mondo erano centrali. Questo processo continuò anche negli anni '70, dopo la fine del movimento hippie, portando a una moltiplicazione dei centri buddisti in occidente. Nella cultura occidentale il buddismo di tradizione Zen esercita un fascino sempre maggiore, anche grazie a grandi personalità che si sono impegnate ad introdurlo in occidente, come il giapponese Suzuki in America ed in Europa il monaco giapponese Taisen Deshimaru, primo patriarca d'Europa della tradizione di buddismo Soto Zen, il quale nel 1967 si recò dal Giappone in Europa e si stabilì a Parigi con la missione di diffondere il buddismo Zen in occidente, fondando nel 1979 il primo grande Tempio d'Occidente alla Gendronnière in Francia (vicino a Blois) e nel 1970 fondando l'Association Zen Internationale (AZI).
La sua opera, aiutato dai suoi discepoli, venne divulgata anche attraverso numerosi libri e diverse pubblicazioni periodiche.
Stabilì anche eccellenti rapporti con scienziati, artisti, terapeuti di ogni paese e contribuì molto all'avvicinamento Oriente-Occidente, che considerava una delle grandi speranze della nostra epoca; con l'introduzione del buddismo Zen nella nostra cultura, si riproponeva di aiutare l'umanità a superare la propria crisi esistenziale secondo l'insegnamento buddista delle "Quattro nobili verità".